# فلای آرمنیا ایرویز
فلای آرمنیا ایرویز (ارمنی: Ֆլայ Արմենիա էյրվեյզ) یک شرکت هواپیمایی بود که در ۱ اکتبر ۲۰۱۹ میلادی تأسیس شد و در ۲ ژوئیه ۲۰۲۰ فعالیتش را آغاز کرده‌است. دفتر مرکزی فلای آرمنیا ایرویز در ایروان، ارمنستان واقع شده‌بود و قطب این شرکت هواپیمایی در فرودگاه بین‌المللی زوارتنوتس قرار داشت.